# پای تپه
پای تپه مربوط به سدهٔ ۵ تا ۷ ه.ق است و در شهرستان بیجار، روستای دارغیاث واقع شده و این اثر در تاریخ ۱۸ مهر ۱۳۵۶ با شمارهٔ ثبت ۱۴۶۷ به‌عنوان یکی از آثار ملی ایران به ثبت رسیده است.